# Aimé Haegeman
Aimé Joseph Haegeman (Stabroek, 19 de octubre de 1861-Etterbeek, 19 de septiembre de 1935) fue un jinete belga que compitió en la modalidad de salto ecuestre. Participó en los Juegos Olímpicos de París 1900, obteniendo una medalla de oro en la prueba individual.

## Palmarés internacional
| Juegos Olímpicos | Juegos Olímpicos | Juegos Olímpicos | Juegos Olímpicos |
| Año              | Lugar            | Medalla          | Categoría        |
| ---------------- | ---------------- | ---------------- | ---------------- |
| 1900             | París (Francia)  | Medalla de oro   | Individual       |